# Parti libéral (Chili)
Pour les articles homonymes, voir Parti libéral.
Le Parti libéral (en espagnol : Partido Liberal) est un parti politique chilien créé en 1849. À l'origine, c'est un parti anticlérical. Par la suite, il se situe à l'aile droite de l'échiquier politique. Il est dissous en 1930, mais recréé en 1933. En 1966, il fusionne avec le Parti conservateur unifié pour former le Parti national. 
Les libéraux se scindent dans les années 1880 en deux factions : les modérés, ne voulant pas imposer trop rapidement la laïcité et disposés au compromis avec les conservateurs, et les libéraux radicaux, qui rejoignent le Parti radical fondé dès 1862 ou le nouveau Parti démocrate aux idées plus avancées, sinon socialistes.